# Josep Maria Nolla i Brufau
Josep Maria Nolla i Brufau (l'Albagés, 1949) és un arqueòleg català. Es va doctorar en filosofia i lletres a la Universitat Autònoma de Barcelona i, el 1978, va entrar a formar part del professorat del Col·legi Universitari de Girona (nucli primigeni de l'actual Universitat de Girona), de què és catedràtic des del 1994. També hi ha ocupat diferents càrrecs de gestió i govern, com a director de l'Institut de Patrimoni Cultural, secretari de la Facultat de Lletres i vicerector de Recerca. Ha centrat l'activitat arqueològica en els jaciments, entre d'altres, d'Empúries, Girona o Roses i ha participat en l'elaboració de divuit monografies. Des de juny de 2017 és membre numerari de la Secció Històrico-Arqueològica de l'Institut d'Estudis Catalans.